# Lista orașelor din Irak
Această pagină este o listă a orașelor din Irak.

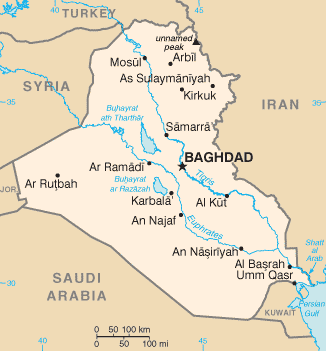
Harta Irakului

## Sursă
- World Gazetter